# ウィリアム・アレクサンダー (第2代スターリング伯爵)
第2代スターリング伯爵ウィリアム・アレクサンダー（英語: William Alexander, 2nd Earl of Stirling、1632年頃 – 1640年5月）は、スコットランド貴族。

## 生涯
カナダ子爵ウィリアム・アレクサンダー（William Alexander, Viscount Canada、1638年3月没、初代スターリング伯爵ウィリアム・アレクサンダーの長男）とマーガレット・ダグラス（Margaret Douglas、1660年1月1日没、初代ダグラス侯爵ウィリアム・ダグラスの娘）の息子として生まれた。
1638年3月に父が死去、1640年2月に父方の祖父が死去すると、スターリング伯爵の爵位を継承した。しかし、同年5月に早世、9月12日にスターリングで埋葬された。叔父ヘンリーが爵位を継承した。